# Мірза Мустафич
Мірза Мустафич (люксемб. Mirza Mustafić, нар. 20 червня 1998, Люксембург) — люксембурзький футболіст, півзахисник боснійського клубу «Сараєво» та національної збірної Люксембургу.
Виступав також за клуби «Боруссія» (М) II та «Ельверсберг».

## Клубна кар'єра
Народився 20 червня 1998 року в місті Люксембург. Вихованець юнацьких команд футбольних клубів «Расінг» (Люксембург), «Мец» та «Боруссія» (Менхенгладбах).
У дорослому футболі дебютував 2017 року виступами за другу команду «Боруссії» (Менхенгладбах), в якій провів два сезони, взявши участь у 50 матчах чемпіонату. Більшість часу, проведеного у її складі, був основним гравцем команди.
Своєю грою за цю команду привернув увагу представників тренерського штабу клубу «Ельверсберг», до складу якого приєднався 2019 року. Відіграв за клуб зі Шпіген-Ельверсберга наступні два сезони своєї ігрової кар'єри.
Протягом 2021—2022 років захищав кольори клубу «Фола».
До складу клубу «Сараєво» приєднався 2022 року. Станом на 21 травня 2025 року відіграв за команду з боснійської столиці 71 матч в національному чемпіонаті.

## Виступи за збірні
У 2014 році дебютував у складі юнацької збірної Люксембургу (U-17). Утім того ж року етнічний боснієць вирішив на рівні збірних захищати кольори своєї історичної батьківщини і протягом наступних чотирьох років загалом взяв участь у 14 іграх юнацьких збірних Боснії і Герцеговини різних вікових категорій, відзначившись двома забитими голами.
Згодом прийняв рішення знову змінити футбольне громадянство і у 2024 році дебютував в офіційних матчах у складі національної збірної Люксембургу.

## Титули і досягнення
- Володар Кубка Боснії і Герцеговини (1):

«Сараєво»: 2024–2025